# NBL 1998
Die NBL 1998 war die 20. Austragung der australasischen National Basketball League. Es war die letzte Saison die innerhalb eines Kalenderjahres ausgetragen wurde. Die mit elf Teams aus Australien ausgetragene Meisterschaft begann am 30. Januar 1998 und endete am 1. Juli 1998. Im Finale konnte sich die Adelaide 36ers in der Best-of-three-Serie gegen die S.E. Melbourne Magic in zwei Spielen durchsetzen und damit ihren zweiten Meistertitel erringen.

## Modus
Jedes Team trägt in der regulären Saison 15 Heim- und Auswärtsspiele aus. Die Spielzeit beträgt 4 × 12 Minuten. Die in der Endtabelle auf den ersten sechs Plätzen stehenden Teams qualifizieren sich für die Playoffs. Dabei treten im Viertelfinale der vierte gegen den fünften, der dritte gegen den sechsten an. Die zwei Sieger ziehen ins Halbfinale ein, wo sie auf die an 1 und 2 gesetzten Teams treffen. In allen Runden gilt der best of three-Modus.

## Tabelle
Abschlusstabelle nach Ende der Hauptrunde
- Für das Play-off Halbfinale qualifiziert
- Für das Play-off Viertelfinale qualifiziert

| Pl.  | Team                   | Spiele | Siege | Niederlagen | Siegquote | Punkte+ | Punkte- | Punktedifferenz | Heimbilanz | Auswärtsbilanz |
| ---- | ---------------------- | ------ | ----- | ----------- | --------- | ------- | ------- | --------------- | ---------- | -------------- |
| 01.  | S.E. Melbourne Magic   | 30     | 26    | 4           | 86,67 %   | 3016    | 2661    | +355            | 14:1       | 12:3           |
| 02.  | Adelaide 36ers         | 30     | 19    | 11          | 63,33 %   | 3114    | 2932    | +182            | 12:3       | 7:8            |
| 03.  | Perth Wildcats         | 30     | 17    | 13          | 56,67 %   | 3029    | 2911    | +128            | 9:6        | 8:7            |
| 04.  | Brisbane Bullets       | 30     | 16    | 14          | 53,33 %   | 2876    | 2835    | +41             | 8:7        | 8:7            |
| 05.  | Melbourne Tigers       | 30     | 16    | 14          | 53,33 %   | 3103    | 3048    | +55             | 9:6        | 7:8            |
| 06.  | Wollongong Hawks       | 30     | 14    | 16          | 46,67 %   | 2875    | 2995    | −130            | 8:7        | 6:9            |
| 07.  | Canberra Cannons       | 30     | 14    | 16          | 46,76 %   | 2874    | 2966    | −92             | 6:9        | 8:7            |
| 08.  | Sydney Kings           | 30     | 13    | 17          | 43,33 %   | 3089    | 3228    | −139            | 8:7        | 5:10           |
| 09.  | Townsville Suns        | 30     | 12    | 18          | 40,00 %   | 3008    | 3077    | +69             | 6:9        | 6:9            |
| 010. | North Melbourne Giants | 30     | 9     | 21          | 30,00 %   | 2916    | 3089    | −173            | 8:7        | 1:14           |
| 011. | Newcastle Falcons      | 30     | 9     | 21          | 30,00 %   | 2790    | 2948    | −158            | 4:11       | 5:10           |

## Play-offs

### Modus
Die in der Endtabelle auf den ersten sechs Plätzen stehenden Teams qualifizieren sich für die Playoffs. Dabei treten im Viertelfinale der vierte gegen den fünften, der dritte gegen den sechsten an. Die zwei Sieger ziehen ins Halbfinale ein, wo sie auf die an 1 und 2 gesetzten Teams treffen. In allen Runden gilt der best of three-Modus.

### Spiele
|  | Halbfinale | Halbfinale           | Halbfinale     | Halbfinale | Halbfinale |                |                      | Finale | Finale | Finale | Finale | Finale |
|  |            |                      |                |            |            |                |                      |        |        |        |        |        |
|  | 1          | S.E. Melbourne Magic | 106            | 90         |            |                |                      |        |        |        |        |        |
|  | 4          | Brisbane Bullets     | 98             | 84         |            |                |                      |        |        |        |        |        |
|  | 4          | Brisbane Bullets     | 98             | 84         |            | 1              | S.E. Melbourne Magic | 93     | 62     |        |        |        |
|  |            |                      |                |            |            | 1              | S.E. Melbourne Magic | 93     | 62     |        |        |        |
|  |            | 2                    | Adelaide 36ers | 100        | 90         |                |                      |        |        |        |        |        |
|  | 2          | 2                    | Adelaide 36ers | 100        | 90         | Adelaide 36ers | 114                  | 117    |        |        |        |        |
|  | 2          |                      |                |            |            |                |                      | 117    |        |        |        |        |
|  | 3          | Perth Wildcats       | 97             | 110        |            |                |                      |        |        |        |        |        |

## Individuelle Auszeichnungen
- Most Valuable Player der regulären Saison (Andrew Gaze Trophy): Andrew Gaze (Melbourne Tigers)
- Rookie of the Year: David Smith (North Melbourne Giants)
- Best Defensive Player (Damian Martin Trophy): Mike Kelly (South East Melbourne Magic)
- Coach of the Year (Lindsay Gaze Trophy): Brian Goorjian (South East Melbourne Magic)
- NBL Most Improved Player: Ben Melmeth (Newcastle Falcons)
- All-NBL First Team:
  - Derek Rucker (Townsville Suns)
  - Steve Woodberry (Brisbane Bullets)
  - Andrew Gaze (Melbourne Tigers)
  - Ray Owes (Townsville Suns)
  - Ben Melmeth (Newcastle Falcons)

- Grand Final Series MVP (Larry Sengstock Medal): Kevin Brooks (Adelaide 36ers)